# Cycas pachypoda
Cycas pachypoda K.D. Hill, 2004 è una pianta appartenente alla famiglia delle Cycadaceae, endemica del Vietnam.

## Descrizione
È una cicade con fusto arborescente, alto sino a 0,5-1,5 m e con diametro di 12-17 cm.

L'epiteto specifico pachypoda, e cioè spesso pachys piede podos, fa riferimento al fusto spesso della specie.
Le foglie, pennate, lunghe 90-130 cm, sono disposte a corona all'apice del fusto e sono rette da un picciolo lungo 10-20 cm; ogni foglia è composta da 160-250 paia di foglioline lanceolate, con margine intero, lunghe mediamente 12-18 cm, di colore verde scuro o grigio-verde, inserite sul rachide con un angolo di 50-60°.
È una specie dioica con esemplari maschili che presentano microsporofilli disposti a formare strobili terminali di forma strettamente ovoidale, lunghi 25-40 cm e larghi 10-15 cm ed esemplari femminili con macrosporofilli che si trovano in gran numero nella parte sommitale del fusto, con l'aspetto di foglie pennate che racchiudono gli ovuli, in numero di 2-4.
I semi sono grossolanamente ovoidali, ricoperti da un tegumento di colore giallo.

## Distribuzione e habitat
È diffusa in una zona limitata costituita da alture costali nel sud del Vietnam.

Prospera su pendii rocciosi, su terreni aridi di tipo grossolano derivati da graniti silicei.

## Conservazione
La IUCN Red List classifica C. pachypoda come specie in pericolo critico di estinzione (Critically Endangered).

La specie è inserita nella Appendice II della Convention on International Trade of Endangered Species (CITES).